# Ogurja Ada
Ogurja Ada o isola Ogurchinskiy (in russo Ostrov Ogurchinskiy, Остров Огурчинский; in turkmeno Ogurjaly adasy) è la più grande isola del Turkmenistan, nonché la più lunga del mar Caspio.

## Geografia
Ogurja è un'isola deserta situata lungo le coste sud-orientali del mar Caspio, 17 km a sud/sud-ovest dell'estremità meridionale della penisola di Cheleken.
Ogurja Ada è molto lunga e stretta. Si estende da nord a sud per 42 km di lunghezza ed ha una larghezza massima di 1,5 km. È formata da basse dune sabbiose, per lo più ricoperte da erba e cespugli. L'estremità settentrionale, che formava in passato una massa compatta, si è frammentata in isolette più piccole a causa dell'azione delle onde.
A causa della mancanza di acqua dolce l'isola è priva di insediamenti permanenti. Tra il XV e il XVII secolo, Ogurja costituì un rifugio per pirati e viaggiatori e, successivamente, ospitò una colonia di lebbrosi. Dal punto di vista amministrativo, l'isola appartiene alla provincia di Balkan (Balkan Welaýaty).

## Ecologia
L'isola è abitata dalle foche del Caspio (Pusa caspica) e da varie specie di uccelli marini. Fa parte della riserva naturale di Hazar.